# Philoscia dobakholi
Philoscia dobakholi är en kräftdjursart som beskrevs av Goverdhan Lal Chopra1924. Philoscia dobakholi ingår i släktet Philoscia och familjen Philosciidae. Inga underarter finns listade i Catalogue of Life.